# Уильямс, Брюс
Брюс М. Уильямс (англ. Bruce M. Williams; декабрь 1876, Новая Шотландия — ?) — канадский стрелок, призёр летних Олимпийских игр.
Уильямс участвовал в летних Олимпийских играх в Лондоне в стрельбе из армейской винтовки среди команд. Вместе со своей сборной он занял третье место.